# Artushof (Königsberg, Kneiphof)
Der Artushof im Königsberger Stadtteil Kneiphof, auch Kneiphöfischer Junkerhof, befand sich in der Brotbänkenstraße und bestand bereits seit dem Mittelalter. Er wurde von Senatoren, Kaufleuten und Gildefischern als Versammlungsort genutzt. Das Gebäude hatte vier sogenannte Winkel: Rats-, Gerichts-, Rosen- sowie Hölkenwinkel (nach dem Schiffstyp der Holk benannt). Von den verschiedenen mittelalterlichen Artushöfen in Königsberg hat sich keine Spur erhalten. An seiner Stelle entstand 1704 der Sitzungssaal der Stadtverordneten als Westflügel des Kneiphöfischen Rathauses. Bei den Luftangriffen auf Königsberg und der anschließenden Schlacht um Königsberg wurde das Gebäude zerstört.
Der mittelalterliche Artushof in der Königsberger Brotbänkenstraße ist nicht mit dem gleichnamigen Artushof auf dem Domplatz 3, der erst im 19. Jahrhundert erbaut wurde, zu verwechseln.

## Geschichte und Ausstattung

### Mittelalterlicher Artushof

#### Hölkenwinkel

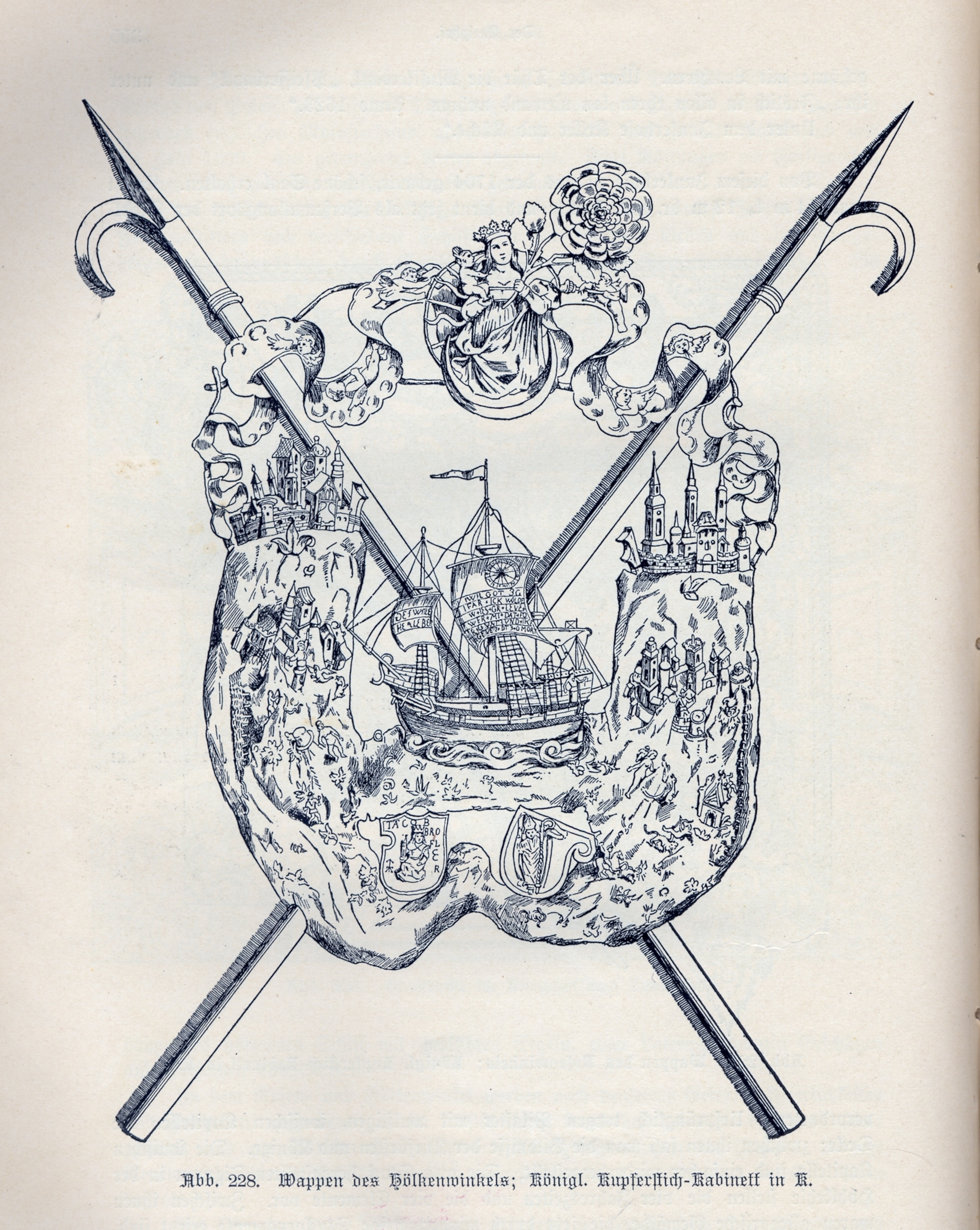
Wappen des Hölkenwinkel (Zeichnung)

Das schmiedeeiserne Treppengeländer, das zum Junkerhof führte, zeigte das Wappen des Hölkenwinkels, das ein Schiff mit zwei gekreuzten Bootshaken darstellte, geschmückt. Über dem Segelschiff flatterten Bänder, die mit Putten geschmückt waren. Die Bänder gingen von Maria aus, die auf dem einen Arm das Jesuskind und in der anderen Hand eine Rose trug. Um das Schiff türmten sich zwei burgen- und kirchenbesetzte Felsen empor, unter denen sich viele Menschen und Tiere befanden. Unten waren zwei Wappen. Ein Wappen zeigte eine Heilige mit Turm und Palme sowie den Bischof Adalbert.
Das Silberschild wurde von dem Königsberger Goldschmied Paul Hoffmann um 1550 geschaffen. Es war Teil eines großen Silberschatzes der Kaufherren und Gildeschiffern, der aus 93 Schildern und drei vergoldeten Trinkhörnern bestand. Um die Kriegskontributionen der Napoleonischen Kriege zu begleichen, wurde der Schatz veräußert. Auf dem geblähten Segel des Schiffes war zu lesen:
Will Got so
 Far ick wol de
 wile ick leve
 Wer mir dat fo
 r gund und nich
 t engenet d sl d mort
 Will es Gott so
 fähr ich wohl, der-
 weilen ich lebe.
 Wer mir das ver-
 gönnt und mich nicht
 beengt, der schlage den Tod.

Das Schild gelangte schließlich in die Kunstsammlungen des Königsberger Schlosses.

#### Rosenwinkel

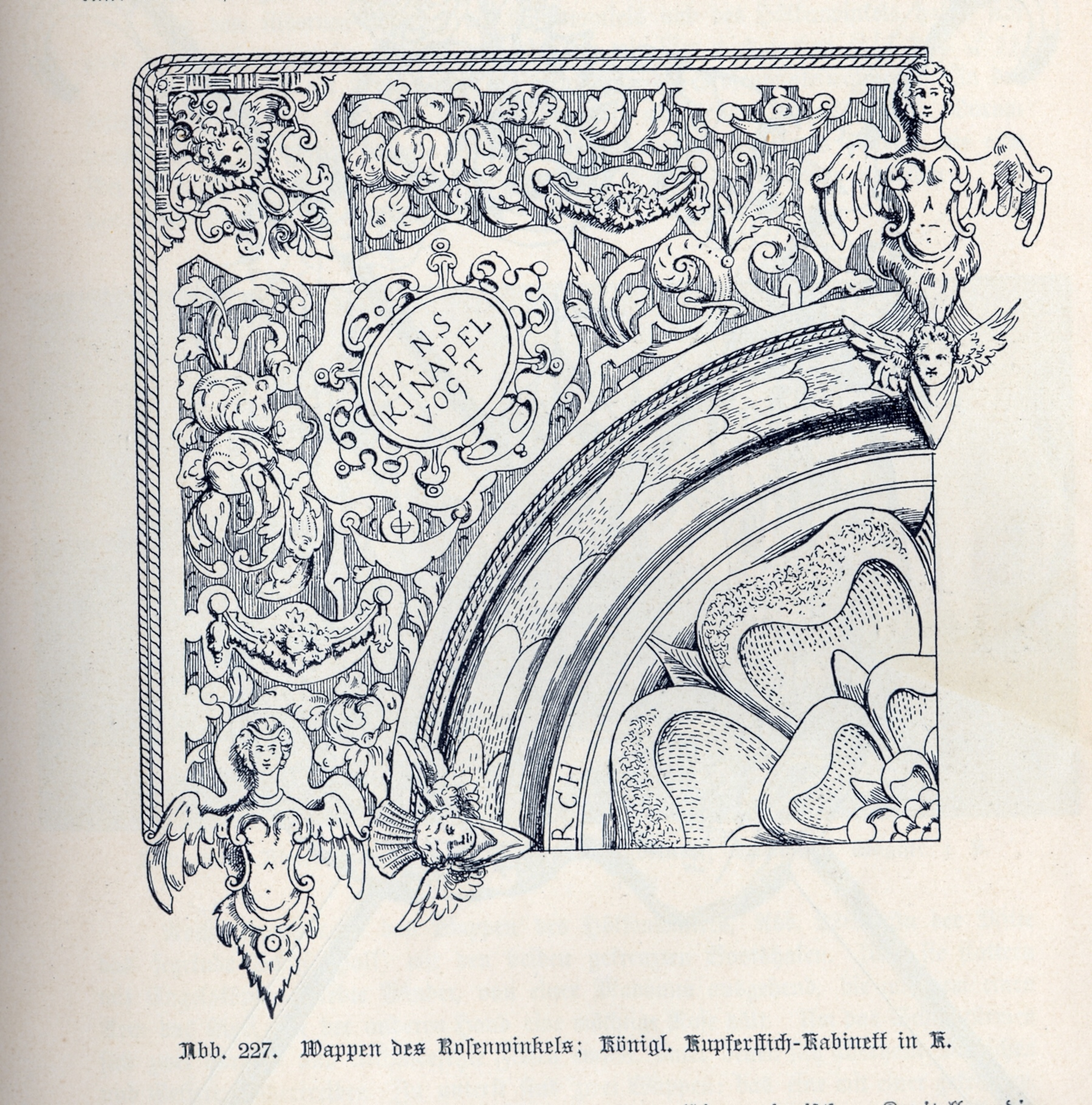
Königsberg, Kneiphöfischer Junkerhof, Rosenwinkel.

Der Rosenwinkel wurde nach der marianischen Rose der Deutschordensritter benannt. Das schmiedeeiserne Treppengeländer, das zum Junkerhof führte, war mit diesem Wappen geschmückt. Das Rosenwinkelwappen zeigte in der Mitte die Rose, umrahmt von einem Blätterkranz, dekoriert mit Putten. Ein Renaissanceornament schmückte die Ecken. Früchte und Blumen rahmten eine Art Kartusche mit Namen ein, dazu Engelshermen.
Im Rosenwinkel wurde Gerichtsbarkeit über den ganzen Hof gehalten und  Schuldige bestraft. Dort wurden nach denselben Gesetzen, Feierlichkeiten und Freiheiten, wie im altstädtischen Junkerhof, die Hofbrüder gewählt und bei Hochzeiten und Trinkgelagen stellte man die Wappen, silbernen Geräte und silbernen Schilde öffentlich aus. Am Ofen stand der Tisch der Tribunen, der Eltertisch. Hinter dem Ofen befand sich die Figur des Bacchus mit Verzierungen. An den Wänden waren achtzehn Leuchter aus Messing angebracht. In der Mitte befanden sich vier Hirschgeweihe mit Leuchtern. Im Rosenwinkel befand sich auch die Statue des Hl. Sebastian. Ein Gemälde zeigte Wladislaw IV. Wasa, König von Polen, mit auf dem Tisch liegender Krone und Zepter. Daneben befand sich ein stehender Molosserhund, dessen Halskette mit drei Rosen bemalt war und die Zahl 1639 zeigte.

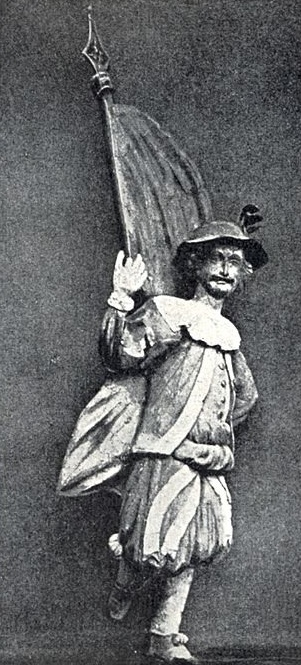
Standbild des XVII. Jahrhunderts, Hans von Sagan, Fahnenträger bei der Schlacht bei Rudau 1370.

Im Rosenwinkel befanden sich auch Gemälde, die die Stadt Königsberg und die Schlacht bei Rudau 1370 darstellten.

#### Rats- oder Senatorenwinkel
Im Ratswinkel versammelten sich die Senatoren. Im Senatorenwinkel befanden sich zehn Tafeln der Bürgermeister mit der Zahl 1578, sowie ein Gemälde Das jüngste Gericht und darunter folgende Inschrift: „Recte judicate filii hominum, ne a judice supremo judicemini“.

#### Gerichts- oder Schöppenwinkel
Im Gerichts- oder Schöppenwinkel befanden sich verschiedene Statuen, darunter die der Justitia und die des Cambyses. Dort sind folgende Reime zu lesen:

„Cambyses hat abstreissen lahn,
 Den Richter der unrecht hat gethan
 Zeleucus sein Gebot nicht wolt brechen
 lies ihm und seinem Sohn ein aug ausstechen.“

### Stadtverordnetensaal

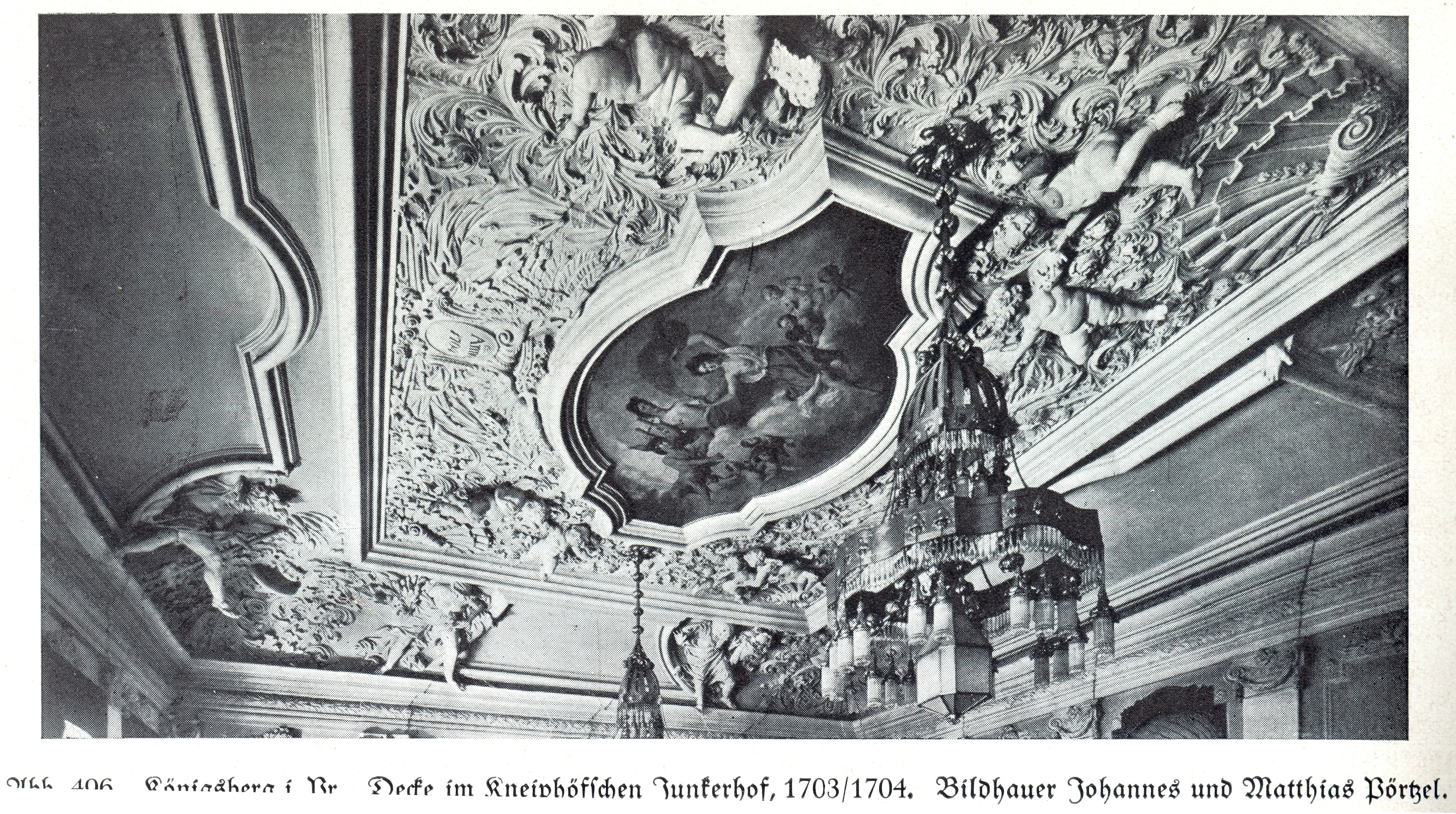
Stadtverordnetensaal, Stuckdecke

Der Stadtverordnetensaal im Kneiphöfischen Junkerhof wurde 1704 erbaut. Er war 14 m lang, 12 m breit und 7 m hoch. Ursprünglich trugen Pilaster mit wulstigen, ionischen Kapitellen die Decke. Zwischen den Pilastern befanden sich die Bildnisse der Kurfürsten und Könige. Die ionischen Kapitelle wurden später stark vereinfacht. Die Stuckfiguren in der Hohlkehle stellten die vier Jahreszeiten und die vier Elemente dar. Zwischen ihnen befanden sich allegorische Gemälde, die später durch stark vereinfachte Stuckornamente ersetzt wurden. Darauf folgten in Stuck Genien, Ranken und in den Ecken Muscheln. In der Mitte befand sich auch ein allegorisches Gemälde, das durch ein von Johannes Heydeck im Jahre 1889 gemaltes Ölbild ersetzt wurde, das die Künste und Lustbarkeiten darstellte. Das von Heydeck entfernte Gemälde wurde in der Königsberger Hartungschen Zeitung 1865 dargestellt. Die Stuckarbeiten schufen die Gebrüder Pörzel aus Königsberg. Bis 1933 befanden sich im Kneiphöfischen Stadtverordnetensaal zwei Büsten, geschaffen von Rudolf Siemering. Beide wurden durch die Nationalsozialisten entfernt, weil sie Juden darstellten. Eine Büste stellte Eduard von Simson dar, während die andere Büste Johann Jacoby zeigte.